# Leucanopsis falacroides
Leucanopsis falacroides är en fjärilsart som beskrevs av Rothschild 1909. Leucanopsis falacroides ingår i släktet Leucanopsis och familjen björnspinnare. Inga underarter finns listade i Catalogue of Life.

## Bildgalleri

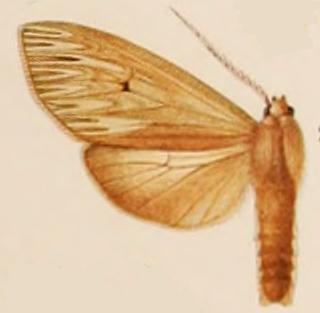